# Valledoria
Valledoria (sasarski e galurski: Codaruìna) je grad i općina (comune) u pokrajini Sassariju u regiji Sardiniji, Italija. Nalazi se na nadmorskoj visini od 16 metara i ima 4 319 stanovnika.
 Prostire se na 25,95 km². Gustoća naseljenosti je 166 st/km².
Susjedne općine su: Badesi, Castelsardo, Santa Maria Coghinas, Sedini i Viddalba.